# Lema de Jordan
En análisis complejo, el lema de Jordan es un resultado frecuentemente utilizado conjuntamente con el teorema de los residuos para evaluar integrales de contorno e integrales impropias. Debe su nombre al matemático francés Camille Jordan.

## Enunciado
Sea  f  una función continua evaluada en el cuerpo de los complejos, definida en un contorno semicircular
{\displaystyle C_{R}=\{Re^{i\theta }\mid \theta \in [0,\pi ]\}}
De radio positivo R sobre el semiplano superior, centrado en el origen. Si la función f es de la forma
{\displaystyle f(z)=e^{iaz}g(z),\quad z\in C_{R},}
con un parámetro positivo a, entonces el lema de Jordan establece la siguiente cota superior para la integral de contorno:
{\displaystyle \left|\int _{C_{R}}f(z)\,dz\right|\leq {\frac {\pi }{a}}M_{R}\quad {\text{donde}}\quad M_{R}:=\max _{\theta \in [0,\pi ]}\left|g\left(Re^{i\theta }\right)\right|.}
El mismo resultado es aplicable al semiplano inferior (y no al semiplano superior) cuando a < 0

### Observaciones
- Si f es continuo en el contorno semicircular CR para todo R grande

| {\displaystyle \lim _{R\to \infty }M_{R}=0} | \| \| \| \| \| \| \| \| | (*) |
|                                             |                         |     |
|                                             |                         |     |

entonces por el lema de Jordan
{\displaystyle \lim _{R\to \infty }\int _{C_{R}}f(z)\,dz=0.}
- Para el caso a = 0 = 0, véase el lema de valoración.
- Comparado al lema de valoración, el límite superior en el lema de Jordan no depende explícitamente de la longitud del contorno de CR.

## Aplicación del lema de Jordan

El camino C es la concatenación de los caminos C_{1} y C_{2}

El lema de Jordan nos ofrece una forma sencilla de calcular la integral a lo largo del eje real de funciones del tipo f(z) = ei a z g(z) que sean holomorfas en el semiplano superior y continuas en el cierre del semiplano superior excepto en un número fínito de singularidades fuera del eje real z1, z2, …, zn. Consideramos el contorno cerrado C el cual es la concatenación de los caminos C1 y C2, como se muestra en la imagen. Por definición:
{\displaystyle \oint _{C}f(z)\,dz=\int _{C_{1}}f(z)\,dz+\int _{C_{2}}f(z)\,dz\,.}
Dado que en C2 la variable z es real, la segunda integral es real:
{\displaystyle \int _{C_{2}}f(z)\,dz=\int _{-R}^{R}f(x)\,dx\,.}
El lado izquierdo puede ser calculado usando el teorema de los residuos para obtener, para todo R mayor que el máximo de |z1|, |z2|, …, |zn|,
{\displaystyle \oint _{C}f(z)\,dz=2\pi i\sum _{k=1}^{n}\operatorname {Res} (f,z_{k})\,,}
Dónde Res(f, zk) denota el residuo de f en la singularidad zk. De ahí, si f satisface la condición {\displaystyle \lim _{R\to \infty }M_{R}=0}, entonces tomando el límite donde R tiende a infinito, la integral de contorno sobre C1 se anula por el lema de Jordan, y obtenemos el valor de la integral impropia
{\displaystyle \int _{-\infty }^{\infty }f(x)\,dx=2\pi i\sum _{k=1}^{n}\operatorname {Res} (f,z_{k})\,.}

## Ejemplo
La función
{\displaystyle f(z)={\frac {e^{iz}}{1+z^{2}}},\qquad z\in {\mathbb {C} }\setminus \{i,-i\},}
Satisface la condición del lema de Jordan con a = 1 = 1 para todo R > 0 con R ≠ 1. Véase que, para R > 1,
{\displaystyle M_{R}=\max _{\theta \in [0,\pi ]}{\frac {1}{|1+R^{2}e^{2i\theta }|}}={\frac {1}{R^{2}-1}}\,,}
Por ello la condición {\displaystyle \lim _{R\to \infty }M_{R}=0} se cumple. Dado que la única singularidad de f  en el semiplano superior está en z = i, obtenemos que la integral impropia sobre todo el eje real cumple que:
{\displaystyle \int _{-\infty }^{\infty }{\frac {e^{ix}}{1+x^{2}}}\,dx=2\pi i\,\operatorname {Res} (f,i)\,.}
Dado que z = i es un polo simple de f  y 1 + z2 = (z + i)(z − i) obtenemos que
{\displaystyle \operatorname {Res} (f,i)=\lim _{z\to i}(z-i)f(z)=\lim _{z\to i}{\frac {e^{iz}}{z+i}}={\frac {e^{-1}}{2i}}}
y por lo tanto:
{\displaystyle \int _{-\infty }^{\infty }{\frac {\cos x}{1+x^{2}}}\,dx=\operatorname {Re} \int _{-\infty }^{\infty }{\frac {e^{ix}}{1+x^{2}}}\,dx={\frac {\pi }{e}}\,.}
Este resultado ejemplifica la forma en la que algunas integrales complicadas de computar por otros métodos son fácilmente evaluadas con la ayuda del análisis complejo.

## Prueba del lema de Jordan
Por la definición de la integral de línea compleja,
{\displaystyle \int _{C_{R}}f(z)\,dz=\int _{0}^{\pi }g(Re^{i\theta })\,e^{iaR(\cos \theta +i\sin \theta )}\,iRe^{i\theta }\,d\theta =R\int _{0}^{\pi }g(Re^{i\theta })\,e^{aR(i\cos \theta -\sin \theta )}\,ie^{i\theta }\,d\theta \,.}
Véase que la desigualdad
{\displaystyle {\biggl |}\int _{a}^{b}f(x)\,dx{\biggr |}\leq \int _{a}^{b}\left|f(x)\right|\,dx}
nos lleva a que
{\displaystyle I_{R}:={\biggl |}\int _{C_{R}}f(z)\,dz{\biggr |}\leq R\int _{0}^{\pi }{\bigl |}g(Re^{i\theta })\,e^{aR(i\cos \theta -\sin \theta )}\,ie^{i\theta }{\bigr |}\,d\theta =R\int _{0}^{\pi }{\bigl |}g(Re^{i\theta }){\bigr |}\,e^{-aR\sin \theta }\,d\theta \,.}
Usando {\displaystyle M_{R}:=\max _{\theta \in [0,\pi ]}\left|g\left(Re^{i\theta }\right)\right|} y la simetría sin θ = sin(π – θ) obtenemos que 
{\displaystyle I_{R}\leq RM_{R}\int _{0}^{\pi }e^{-aR\sin \theta }\,d\theta =2RM_{R}\int _{0}^{\pi /2}e^{-aR\sin \theta }\,d\theta \,.}
Dado que la gráfica de sin θ es cóncava en el intervalo θ ∈ [0, π ⁄ 2], la gráfica de sin θ se encuentra por encima de la línea que conecta sus puntos inicial y final, por lo tanto:
{\displaystyle \sin \theta \geq {\frac {2\theta }{\pi }}\quad }
para todo θ ∈ [0, π ⁄ 2], lo que implica que
{\displaystyle I_{R}\leq 2RM_{R}\int _{0}^{\pi /2}e^{-2aR\theta /\pi }\,d\theta ={\frac {\pi }{a}}(1-e^{-aR})M_{R}\leq {\frac {\pi }{a}}M_{R}\,.}